# Eliseu Godoy
Eliseu Antônio Vinagre Ferreira de Godoy (Santos, 17 de outubro de 1945) é um ex-dirigente esportivo e ex-futebolista brasileiro que atuava como meio-campista. Disputou os Jogos Olímpicos de Verão de 1964.

## Carreira
Começou como juvenil do Santos em 1960. Passou em 1964 pela Seleção Brasileira que disputou as Olimpíadas em Tóquio; e por empréstimo pelo São Cristóvão em 1965 (campeão do acesso); além de Fluminense e Olaria.
Chegou ao Bahia em 1967 e integrou a equipe campeã baiana em 1967. Teve três passagens pelo Bahia - a primeira em 1967, a segunda em 1969 e a terceira em 1971/1972.
Em junho de 1970, teve seu passe vendido ao Anderlecht, da Bélgica, por 100 mil cruzeiros.
Em agosto de 1971, foi emprestado ao Bahia.
Em agosto de 1973, foi vendido ao Belenenses, de Portugal, por 250 mil cruzeiros.
Deixou o Vitória no fim de 1975.
No início de 1976, passou pelo Leônico.
Logo ao aposentar, em 1977, passou a ser comentarista na Rádio Sociedade da Bahia.
Em 1982, chegou a treinar o Vitória.
Em setembro de 2009, quando trabalhava como comentarista esportivo da TV Educativa da Bahia, foi contratado como superintendente do Departamento de Futebol do Bahia. Foi demitido em janeiro de 2010.